# Santa Cruz de Mora (Venezuela)
Pour les articles homonymes, voir Santa Cruz.
Santa Cruz de Mora est le chef-lieu de la municipalité d'Antonio Pinto Salinas dans l'État de Mérida au Venezuela. Fondée en 1864, la localité est une zone de production caféière et une destination touristique de la vallée du río Mocotíes et recèle de nombreux bâtiments et sites remarquables : église du Carmen, hacienda de la Victoria, pétroglyphes de San Isidro, cascade du Guayabal et plateau de San José. En 2005, la catastrophe de Mocotíes a provoqué de nombreux glissements de terrain succédant à un intense épisode pluvieux et d'importants dégâts ayant causé la mort de plus de 70 personnes. En 2001, la municipalité d'Antonio Pinto Salinas, son chef-lieu et ses 41 villages totalisent 23 276 habitants

## Histoire
Si l'histoire retient la fondation en 1864, le site pourrait avoir été habité dès le XVIIe siècle sous le nom de Santa Cruz del Carmelo.

## Sources
- (es) Cet article est partiellement ou en totalité issu de l’article de Wikipédia en espagnol intitulé « Santa Cruz de Mora » (voir la liste des auteurs).